# Vladímir Markélov
Vladímir Markélov (Cheliábinsk, RSFS de Rusia, 24 de octubre de 1957-30 de octubre de 2023) fue un gimnasta artístico ruso que compitió representado a la Unión Soviética, consiguiendo ser campeón olímpico en 1980 y subcampeón olímpico en 1976, en el concurso por equipos.

## Biografía
En los JJ. OO. de Montreal gana la medalla de plata en el concurso por equipos —la Unión Soviética queda tras Japón (oro) y por delante de Alemania del Este (bronce)—; sus compañeros de equipo eran: Nikolai Andrianov, Alexander Dityatin, Gennady Krysin, Vladimir Marchenko y Vladimir Tikhonov.
En los JJ. OO. de Moscú gana la medalla de oro el concurso por equipos —por delante de Alemania del Este y Hungría, y siendo sus compañeros de equipo: Nikolai Andrianov, Eduard Azaryan, Aleksandr Tkachyov, Bogdan Makuts y Alexandeer Dityatin—. 